# Агентство друку «Новини»
Агентство друку «Новини» (АПН) — радянське інформаційне агентство, також підривна та пропагандистська організація, філія Першого Головного управління КДБ СРСР, що займалось розвідкою та активними спецопераціями за кордоном. Створене 1961 року на основі Радінформбюро.
Було провідним інформаційним і публіцистичним органом радянських СРСР. Основне завдання: зовнішньополітична пропаганда. В першу чергу, формування позитивного образу СРСР, радянської людини і радянського способу життя.
Як з'ясувалося в порадянський час, в АПН під псевдонімами та «під прикриттям» фаху «журналіст» працювало чимало офіцерів радянської розвідки у відставці та їх колишніх закордонних агентів з іноземних громадян, які втекли до СРСР від правосуддя у власних країнах.

## Історія
Засновниками АПН були Союз журналістів СРСР, Союз письменників СРСР, Союз радянських товариств дружби і культурних зв'язків із зарубіжними країнами і товариства «Знання».
3 квітня 1961 року був прийнятий статут агентства. Відповідно до статуту АПН мало своєю метою «поширення за кордоном правдивої інформації про СРСР і ознайомлення радянської громадськості з життям народів зарубіжних країн».
Основною темою була зовнішня політика держави, політика роззброєння тощо. Радянські пропагандистські тексти, особливо газетні статті та передовиці, були не дуже прості для перекладу, в них, як правило, містилося чимало цитат із класиків марксизму-ленінізму, які було бажано не перекладати, а знайти і процитувати по вже наявних видань класиків на іноземних мовах. Перекладалися інформаційні добірки, нариси, статті, коментарі, уривки з художньої літератури, поезії і навіть казки для дитячих сторінок в зарубіжних виданнях АПН.
1963 року Георгієм Большаковим створений відділ теле- і кіноновин, пізніше перетворений у Головну редакцію телеінформації (ГРТИ) АПН під керівництвом А. Богомолова.
Представництва АПН знаходилися в більш ніж 120 країнах світу. Агентство видавало 60 ілюстрованих газет і журналів на 45 мовах світу разовим тиражем 4,3 млн примірників. Видавництво АПН випускало понад 200 книг і брошур загальним тиражем близько 20 млн екземплярів у рік.
1980-го, після Олімпіади, АПН переїхало у нову будівлю на Зубовском бульварі. У новій будівлі з'явилися електричні друкарські машинки, нові швидкі телетайпи, також перші комп'ютери: німецькі «Роботрон», угорський «Відеотон» (останні дали можливість, першими в Москві, перевести картотеку агентства в електронний вигляд).
27 липня 1990 р. на базі АПН було створено Інформаційне агентство «Новини» (ІАН). Представництва ІАН розташовувалися в 120 країнах. Агентство видавало 13 ілюстрованих журналів і газет. У вересні 1991 року ІАН було перетворено в Російське інформаційне агентство «Новости» (РІА «Новости»).

## Керівники АПН
- Бурков Борис Сергійович (1961—1970)
- Удальцов Іван Іванович (1970—1976)
- Толкунов Лев Миколайович (1976—1983)
- Наумов Павло Олексійович (1983—1986)
- Фалін Валентин Михайлович (1986—1988)
- Власов Альберт Іванович (1988—1990)

## Цікаві факти
В часи СРСР, використовуючи статус журналіста агентства, іноді працювали радянські розвідники:
- Георгій Большаков, творець відділу теле- і кіноновин, полковник ГРУ[1];
- під прикриттям АПН в США наприкінці 1980-х — на початку 1990-х років працював полковник ГРУ Станіслав Луньов, завербований пізніше американськими спецслужбами[4];
- у 1980-х роках у Польщі в бюро АПН як журналіст працював співробітник ПГУ КДБ СРСР Григорій Якимишен[5].
- з жовтня 1960 року в агентстві працював Володимир Познер.